# Reza Ghoochannejhad
Reza Ghoochannejhad Nournia (in persiano رضا قوچان‌نژاد نورنیا‎; Mashhad, 20 settembre 1987) è un ex calciatore iraniano con cittadinanza olandese, di ruolo attaccante.

## Biografia
Soprannominato Gucci, è nato in Iran ed è emigrato nei Paesi Bassi con la sua famiglia quando era bambino (precisamente all'età di 4 anni).

## Carriera

### Club
Ha debuttato nel calcio professionistico nell'aprile 2006 con la maglia dell'Heerenveen. Dopo un'ottima stagione in Eerste Divisie con il Cambuur, nel luglio 2011 è stato ingaggiato dal Sint-Truiden. Nonostante un infortunio, ha chiuso la stagione con 12 reti in 22 presenze. Dopo la retrocessione del Sint-Truiden, nel gennaio 2013 è passato allo Standard Liegi, firmando un contratto di tre anni e mezzo.
Nel gennaio 2014, dopo avere trovato poco spazio, viene ceduto al Charlton, squadra militante nella seconda serie inglese con cui sigla un contratto di 2 anni e mezzo. Nonostante avesse trovato spazio, ha segnato solamente un gol nella sua esperienza inglese (gol che comunque è valso 3 punti in quanto è stato quello del decisivo 1-0 contro il Leeds United il 1º aprile).
Nella stagione 2014-2015 Ghoochannejhad viene ceduto in prestito in Asia prima all'Al-Kuwait, con cui segna ben 11 gol in 10 partite, e poi in febbraio all'Al-Wakhrah in Qatar.
Terminato l'anno in prestito fa ritorno al Charlton. Tuttavia Ghoochannejhad gioca solo 23 partite in Championship, segnando solo 2 gol, disputando una stagione negativa come tutta la squadra che a fine anno retrocede in 3ª serie. Dopo la retrocessione lascia il club inglese.
Fa così ritorno nella squadra in cui è cresciuto, ovvero l'Heerenveen. Il suo ritorno è molto positivo con 19 gol segnati in 34 partite nella prima stagione. Nella seconda invece ne segna 8.
Il 15 maggio 2018 viene annunciato che avrebbe lasciato il club olandese e, nel luglio 2018, si trasferisce all'APOEL Nicosia.
Il 2 settembre 2019 viene acquistato dal club olandese del PEC Zwolle, esordendo a partita in corso il 15 settembre nella vittoria per 6-2 contro il RKC Waalwijk, nella quale realizza quattro reti,  di cui tre in sette minuti. Segnerà poi una tripletta il 22 gennaio 2021 contro il Willem II.

### Nazionale
Pur avendo giocato con le nazionali giovanili olandesi dall'Under-16 all'Under-19, si è reso disponibile per essere convocato dall'Iran. Ha esordito l'11 ottobre 2012, nell'incontro vinto perso 1-0 contro il Libano. Il 18 giugno 2013 un suo goal contro la Corea del Sud permette alla nazionale persiana di vincere 1-0 e di qualificarsi a Brasile 2014.
Convocato per il campionato del mondo 2014, Ghoochannejhad va in gol nella terza partita del torneo, mettendo a segno il gol della bandiera nella sconfitta per 3-1 contro la Bosnia ed Erzegovina.
Viene convocato per il campionato del mondo 2018, dove non gioca nessuna delle 3 partite della nazionale iraniana, eliminata al primo turno. Alla fine del torneo annuncia tramite un comunicato sul suo profilo Instagram il suo ritiro dalla nazionale.

## Statistiche

### Presenze e reti nei club
Statistiche aggiornate al 4 giugno 2023.
| Stagione               | Squadra                | Campionato             | Campionato | Campionato | Coppe nazionali | Coppe nazionali | Coppe nazionali | Coppe continentali | Coppe continentali | Coppe continentali | Altre coppe | Altre coppe | Altre coppe | Totale | Totale |
| Stagione               | Squadra                | Comp                   | Pres       | Reti       | Comp            | Pres            | Reti            | Comp               | Pres               | Reti               | Comp        | Pres        | Reti        | Pres   | Reti   |
| ---------------------- | ---------------------- | ---------------------- | ---------- | ---------- | --------------- | --------------- | --------------- | ------------------ | ------------------ | ------------------ | ----------- | ----------- | ----------- | ------ | ------ |
| 2005-2006              | Heerenveen             | E                      | 1          | 0          | CO              | 0               | 0               | CU                 | -                  | -                  | -           | -           | -           | 1      | 0      |
| 2006-2007              | Go Ahead Eagles        | ER                     | 13+2       | 4          | CO              | 0               | 0               | -                  | -                  | -                  | -           | -           | -           | 15     | 4      |
| 2007-2008              | Heerenveen             | E                      | -          | -          | CO              | -               | -               | CU                 | -                  | -                  | -           | -           | -           | -      | -      |
| 2008-gen. 2009         | Heerenveen             | E                      | 1          | 0          | CO              | 0               | 0               | CU                 | -                  | -                  | -           | -           | -           | 1      | 0      |
| gen.-giu. 2009         | Emmen                  | ER                     | 12         | 1          | CO              | 0               | 0               | -                  | -                  | -                  | -           | -           | -           | 12     | 1      |
| 2009-gen. 2010         | Go Ahead Eagles        | ER                     | 10         | 6          | CO              | 2               | 1               | -                  | -                  | -                  | -           | -           | -           | 12     | 7      |
| Totale Go Ahead Eagles | Totale Go Ahead Eagles | Totale Go Ahead Eagles | 23+2       | 10         |                 | 2               | 1               |                    | -                  | -                  |             | -           | -           | 27     | 11     |
| gen.-giu. 2010         | Cambuur                | ER                     | 13+1       | 2          | CO              | 0               | 0               | -                  | -                  | -                  | -           | -           | -           | 14     | 2      |
| 2010-2011              | Cambuur                | ER                     | 24+2       | 13         | CO              | 1               | 1               | -                  | -                  | -                  | -           | -           | -           | 27     | 14     |
| Totale Cambuur         | Totale Cambuur         | Totale Cambuur         | 37+3       | 15         |                 | 1               | 1               |                    | -                  | -                  |             | -           | -           | 41     | 16     |
| 2011-2012              | Sint-Truiden           | D1                     | 22+1       | 11         | CB              | 2               | 1               | -                  | -                  | -                  | -           | -           | -           | 25     | 12     |
| 2012-gen. 2013         | Sint-Truiden           | 1B                     | 10         | 6          | CB              | 3               | 3               | -                  | -                  | -                  | -           | -           | -           | 13     | 9      |
| Totale Sint-Truiden    | Totale Sint-Truiden    | Totale Sint-Truiden    | 32+1       | 17         |                 | 5               | 4               |                    | -                  | -                  |             | -           | -           | 38     | 21     |
| gen.-giu. 2013         | Standard Liegi         | D1                     | 7+2        | 0+3        | CB              | 0               | 0               | -                  | -                  | -                  | -           | -           | -           | 9      | 3      |
| 2013-gen. 2014         | Standard Liegi         | D1                     | 1          | 1          | CB              | 1               | 1               | UEL                | 7                  | 0                  | -           | -           | -           | 9      | 2      |
| Totale Standard Liegi  | Totale Standard Liegi  | Totale Standard Liegi  | 8+2        | 1+3        |                 | 1               | 1               |                    | 7                  | 0                  |             | -           | -           | 18     | 5      |
| gen.-giu. 2014         | Charlton               | FLC                    | 15         | 1          | FACup+CdL       | 2+0             | 0+0             | -                  | -                  | -                  | -           | -           | -           | 17     | 1      |
| 2014-feb. 2015         | Kuwait SC              | PL                     | 10         | 11         | -               | -               | -               | ACL                | 2                  | 0                  | -           | -           | -           | 12+    | 11+    |
| feb.-giu. 2015         | Al-Wakrah              | QSL                    | 9          | 2          | -               | -               | -               | -                  | -                  | -                  | -           | -           | -           | 9+     | 2+     |
| 2015-2016              | Charlton               | FLC                    | 23         | 2          | FACup+CdL       | 1+1             | 1+1             | -                  | -                  | -                  | -           | -           | -           | 25     | 4      |
| Totale Charlton        | Totale Charlton        | Totale Charlton        | 38         | 3          |                 | 4               | 2               |                    | -                  | -                  |             | -           | -           | 42     | 5      |
| 2016-2017              | Heerenveen             | E                      | 34+1       | 19+1       | CO              | 4               | 2               | -                  | -                  | -                  | -           | -           | -           | 39     | 22     |
| 2017-2018              | Heerenveen             | E                      | 33+2       | 8+1        | CO              | 1               | 1               | -                  | -                  | -                  | -           | -           | -           | 36     | 10     |
| Totale Heerenveen      | Totale Heerenveen      | Totale Heerenveen      | 69+3       | 27+2       |                 | 5               | 3               |                    | -                  | -                  |             | -           | -           | 77     | 32     |
| 2018-gen. 2019         | APOEL                  | A                      | 10         | 2          | KK              | 1               | 0               | UEL                | 3                  | 0                  | SC          | 1           | 0           | 15     | 2      |
| gen.-giu. 2019         | Sydney FC              | AL                     | 10+1       | 1          | -               | -               | -               | ACL                | 6                  | 0                  | -           | -           | -           | 17     | 1      |
| 2019-2020              | Zwolle                 | E                      | 13         | 7          | CO              | 1               | 0               | -                  | -                  | -                  | -           | -           | -           | 14     | 7      |
| 2020-2021              | Zwolle                 | E                      | 21         | 6          | CO              | 1               | 0               | -                  | -                  | -                  | -           | -           | -           | 22     | 6      |
| Totale Zwolle          | Totale Zwolle          | Totale Zwolle          | 34         | 13         |                 | 2               | 0               |                    | -                  | -                  |             | -           | -           | 36     | 13     |
| Totale carriera        | Totale carriera        | Totale carriera        | 304        | 108        |                 | 21+             | 12+             |                    | 18                 | 0                  |             | 1           | 0           | 344+   | 120+   |

### Cronologia presenze e reti in nazionale
| Cronologia completa delle presenze e delle reti in nazionale ― Iran | Cronologia completa delle presenze e delle reti in nazionale ― Iran | Cronologia completa delle presenze e delle reti in nazionale ― Iran | Cronologia completa delle presenze e delle reti in nazionale ― Iran | Cronologia completa delle presenze e delle reti in nazionale ― Iran | Cronologia completa delle presenze e delle reti in nazionale ― Iran | Cronologia completa delle presenze e delle reti in nazionale ― Iran | Cronologia completa delle presenze e delle reti in nazionale ― Iran |
| Data                                                                | Città                                                               | In casa                                                             | Risultato                                                           | Ospiti                                                              | Competizione                                                        | Reti                                                                | Note                                                                |
| ------------------------------------------------------------------- | ------------------------------------------------------------------- | ------------------------------------------------------------------- | ------------------------------------------------------------------- | ------------------------------------------------------------------- | ------------------------------------------------------------------- | ------------------------------------------------------------------- | ------------------------------------------------------------------- |
| 11-9-2012                                                           | Beirut                                                              | Libano                                                              | 1 – 0                                                               | Iran                                                                | Qual. Mondiali 2014                                                 | -                                                                   | 70’                                                                 |
| 16-10-2012                                                          | Teheran                                                             | Iran                                                                | 1 – 0                                                               | Corea del Sud                                                       | Qual. Mondiali 2014                                                 | -                                                                   | 73’                                                                 |
| 14-11-2012                                                          | Tehran                                                              | Iran                                                                | 0 – 1                                                               | Uzbekistan                                                          | Qual. Mondiali 2014                                                 | -                                                                   |                                                                     |
| 6-2-2013                                                            | Teheran                                                             | Iran                                                                | 5 – 0                                                               | Libano                                                              | Qual. Coppa d'Asia 2015                                             | 2                                                                   |                                                                     |
| 26-3-2013                                                           | Hawalli                                                             | Kuwait                                                              | 1 – 1                                                               | Iran                                                                | Qual. Coppa d'Asia 2015                                             | -                                                                   | 87’                                                                 |
| 4-6-2013                                                            | Doha                                                                | Qatar                                                               | 0 – 1                                                               | Iran                                                                | Qual. Mondiali 2014                                                 | 1                                                                   | 72’                                                                 |
| 11-6-2013                                                           | Teheran                                                             | Iran                                                                | 4 – 0                                                               | Libano                                                              | Qual. Mondiali 2014                                                 | 1                                                                   |                                                                     |
| 18-6-2013                                                           | Ulsan                                                               | Corea del Sud                                                       | 0 – 1                                                               | Iran                                                                | Qual. Mondiali 2014                                                 | 1                                                                   |                                                                     |
| 15-10-2013                                                          | Teheran                                                             | Iran                                                                | 2 – 1                                                               | Thailandia                                                          | Qual. Coppa d'Asia 2015                                             | 1                                                                   |                                                                     |
| 15-11-2013                                                          | Bangkok                                                             | Thailandia                                                          | 0 – 3                                                               | Iran                                                                | Qual. Coppa d'Asia 2015                                             | 1                                                                   | 83’                                                                 |
| 19-11-2013                                                          | Beirut                                                              | Libano                                                              | 1 – 4                                                               | Iran                                                                | Qual. Coppa d'Asia 2015                                             | 1                                                                   |                                                                     |
| 5-3-2014                                                            | Teheran                                                             | Iran                                                                | 1 – 2                                                               | Guinea                                                              | Amichevole                                                          | 1                                                                   |                                                                     |
| 26-5-2014                                                           | Hartberg                                                            | Montenegro                                                          | 0 – 0                                                               | Iran                                                                | Amichevole                                                          | -                                                                   | 61’                                                                 |
| 30-5-2014                                                           | Conakry                                                             | Angola                                                              | 0 – 0                                                               | Iran                                                                | Amichevole                                                          | -                                                                   | 26’                                                                 |
| 8-6-2014                                                            | San Paolo                                                           | Iran                                                                | 2 – 0                                                               | Trinidad e Tobago                                                   | Amichevole                                                          | 1                                                                   | 80’                                                                 |
| 16-6-2014                                                           | Curitiba                                                            | Nigeria                                                             | 0 – 0                                                               | Iran                                                                | Mondiali 2014 - 1º turno                                            | -                                                                   |                                                                     |
| 21-6-2014                                                           | Belo Horizonte                                                      | Argentina                                                           | 1 – 0                                                               | Iran                                                                | Mondiali 2014 - 1º turno                                            | -                                                                   |                                                                     |
| 25-6-2014                                                           | Salvador                                                            | Bosnia ed Erzegovina                                                | 3 – 1                                                               | Iran                                                                | Mondiali 2014 - 1º turno                                            | 1                                                                   |                                                                     |
| 18-11-2014                                                          | Teheran                                                             | Iran                                                                | 1 – 0                                                               | Corea del Sud                                                       | Amichevole                                                          | -                                                                   | 60’                                                                 |
| 4-1-2015                                                            | Wollongong                                                          | Iraq                                                                | 0 – 1                                                               | Iran                                                                | Amichevole                                                          | -                                                                   | 64’                                                                 |
| 11-1-2015                                                           | Melbourne                                                           | Iran                                                                | 2 – 0                                                               | Bahrein                                                             | Coppa d'Asia 2015 - 1º turno                                        | -                                                                   | 75’                                                                 |
| 15-1-2015                                                           | Sydney                                                              | Qatar                                                               | 0 – 1                                                               | Iran                                                                | Coppa d'Asia 2015 - 1º turno                                        | -                                                                   | 62’                                                                 |
| 19-1-2015                                                           | Brisbane                                                            | Iran                                                                | 1 – 0                                                               | Emirati Arabi Uniti                                                 | Coppa d'Asia 2015 - 1º turno                                        | 1                                                                   | 72’                                                                 |
| 23-1-2015                                                           | Canberra                                                            | Iran                                                                | 3 – 3 dts (6 - 7 dtr)                                               | Iraq                                                                | Coppa d'Asia 2015 - Quarti di finale                                | 1                                                                   | 83’                                                                 |
| 26-3-2015                                                           | Sankt Pölten                                                        | Iran                                                                | 2 – 0                                                               | Cile                                                                | Amichevole                                                          | -                                                                   | 74’                                                                 |
| 31-3-2015                                                           | Solna                                                               | Svezia                                                              | 3 – 1                                                               | Iran                                                                | Amichevole                                                          | -                                                                   | 62’                                                                 |
| 11-6-2015                                                           | Tashkent                                                            | Uzbekistan                                                          | 0 – 1                                                               | Iran                                                                | Amichevole                                                          | -                                                                   | 46’                                                                 |
| 16-6-2015                                                           | Aşgabat                                                             | Turkmenistan                                                        | 1 – 1                                                               | Iran                                                                | Qual. Mondiali 2018                                                 | -                                                                   | 67’                                                                 |
| 12-11-2015                                                          | Teheran                                                             | Iran                                                                | 3 – 1                                                               | Turkmenistan                                                        | Qual. Mondiali 2018                                                 | -                                                                   | 75’                                                                 |
| 1-9-2016                                                            | Teheran                                                             | Iran                                                                | 2 – 0                                                               | Qatar                                                               | Qual. Mondiali 2018                                                 | 1                                                                   | 76’                                                                 |
| 6-9-2016                                                            | Shenyang                                                            | Cina                                                                | 0 – 0                                                               | Iran                                                                | Qual. Mondiali 2018                                                 | -                                                                   | 76’                                                                 |
| 6-10-2016                                                           | Tashkent                                                            | Uzbekistan                                                          | 0 – 1                                                               | Iran                                                                | Qual. Mondiali 2018                                                 | -                                                                   | 63’                                                                 |
| 11-11-2016                                                          | Shah Alam                                                           | Papua Nuova Guinea                                                  | 1 – 8                                                               | Iran                                                                | Amichevole                                                          | 3                                                                   | 46’                                                                 |
| 15-11-2016                                                          | Paroi                                                               | Siria                                                               | 0 – 0                                                               | Iran                                                                | Qual. Mondiali 2018                                                 | -                                                                   | 60’                                                                 |
| 28-3-2017                                                           | Teheran                                                             | Iran                                                                | 1 – 0                                                               | Cina                                                                | Qual. Mondiali 2018                                                 | -                                                                   | 72’                                                                 |
| 4-6-2017                                                            | Podgorica                                                           | Montenegro                                                          | 1 – 2                                                               | Iran                                                                | Amichevole                                                          | -                                                                   | 46’                                                                 |
| 12-6-2017                                                           | Teheran                                                             | Iran                                                                | 2 – 0                                                               | Uzbekistan                                                          | Qual. Mondiali 2018                                                 | -                                                                   | 90’                                                                 |
| 31-8-2017                                                           | Seul                                                                | Corea del Sud                                                       | 0 – 0                                                               | Iran                                                                | Qual. Mondiali 2018                                                 | -                                                                   | 55’                                                                 |
| 5-10-2017                                                           | Teheran                                                             | Iran                                                                | 2 – 0                                                               | Togo                                                                | Amichevole                                                          | -                                                                   | 63’                                                                 |
| 13-11-2017                                                          | Nimega                                                              | Venezuela                                                           | 0 – 1                                                               | Iran                                                                | Amichevole                                                          | -                                                                   | 61’                                                                 |
| 23-3-2018                                                           | Radès                                                               | Tunisia                                                             | 1 – 0                                                               | Iran                                                                | Amichevole                                                          | -                                                                   | 56’                                                                 |
| 18-5-2018                                                           | Teheran                                                             | Iran                                                                | 1 – 0                                                               | Uzbekistan                                                          | Amichevole                                                          | -                                                                   |                                                                     |
| 28-5-2018                                                           | Graz                                                                | Turchia                                                             | 2 – 1                                                               | Iran                                                                | Amichevole                                                          | -                                                                   | 80’                                                                 |
| 8-6-2018                                                            | Mosca                                                               | Iran                                                                | 1 – 0                                                               | Lituania                                                            | Amichevole                                                          | -                                                                   | 46’                                                                 |
| Totale                                                              |                                                                     | Presenze                                                            | 44                                                                  |                                                                     | Reti                                                                | 17                                                                  |                                                                     |

## Palmarès

### Club
Campionato australiano: 1 
Sydney FC: 2018-2019